# Глинянський район
Глинянський район — колишній район Львівської області. Центр — місто Глиняни.

## Історія
10 січня 1940 року полтібюро ЦК КП(б)У ухвалило створити ряд районів у складі новоутвореної Львівської області, серед них і Глинянський район із центром у місті Глиняни.
 
Район було відновлено у 1944 році після того, як 20 липня 1944 року оволоділи містом Глиняни.
  У 1959 році до Глинянського району включена частина території ліквідованого Красненського району.
У грудні 1962 року в ході укрупнення районів територія Глинянського району була включена до складу Золочівського району Львівської області.

## Глинянський райком КП(б)У
У січні 1940 року було утворено Глинянський районний комітет КП(б)У, однак у 1941 році з приходом німців він припинив свою діяльність, відновивши її у 1944 році з повторним утвердженням радянської влади. У жовтні 1952 року його було перейменовано на Глинянський райком КПУ. У 1962 році у зв’язку з входженням району до складу Золочівського району був ліквідований. Районний комітет КП(б)У складався з: Бюро (загальний відділ), організаційно-інструкторський відділ (з 1949 р. — відділ партійних, профспілкових та комсомольських організацій), сектор партійної статистики, відділ пропаганди і агітації, сільськогосподарський відділ, військовий відділ, відділ по роботі серед жінок, відділ кадрів.

## Навчальна і наукова робота
У 1949 р. Львівському лісотехнічному інституту для організації навчальної та наукової роботи було передано в безстрокове користування Старосільське і Суходільське лісництва Романівського лісгоспу (Бібрський, Перемишлянський і Глинянський райони) загальною площею 7172 га.

## Спорт у Глинянському районі
У 1945 році у районному центрі було відновлено футбольний клуб «Сокіл», що виступав у першості району, який з 1946 року тренував Олексій Бунда. У 1950 році, як переможець чемпіонату району, ФК «Сокіл» почав виступати у першості Львівської області.

## Атеїстична пропагандаі переслідування віруючих
Якщо вірити даним доповідної записки «Про діяльність церковників та сектантів і проведення науково-атеїстичної пропаганди серед населення Львівської області» секретаря Львівського обкому КП України М. Лазуренка від 3 квітня 1959 р., направленій секретарю ЦК КП України С. Червоненку, у першому кварталі 1959 р. в с. Полтва Глинянського району припинила діяльність громада АСД у кількості 36 осіб.

## ДіяльністьОУНтаУПАв Глинянському районі
На території Глинянського району діяв Глинянський районний провід ОУН. До жовтня 1945 року його очолював Микола Костів — «Вихор», уродженець села Станимир. Впродовж 1944–1946 р.р. активно діяла районна боївка Служби безпеки ОУН під керівництвом Володимира Макаровського — «Чайки». Одним із останніх бойовиків ОУН району був Іван Філь — «Лесь» із с. Розворяни, котрий загинув у п’ятдесятих роках.
4 січня 1945 року вночі загін УПА у кількості 250 бійців здійснив напад на Глиняни. Бій тривав впродовж чотирьох годин.  
У листопаді 1945 року територією Львівщини пройшов рейд УПА, у який вирушили 9 листопада чота «Бурі», а 12 листопада чота під командуванням «Вітра», з якою йшов командир сотні «Дружинники» «Козак». По дорозі ця повстанська група проводила пропагандистські мітинги у населених пунктах. Перед селянами, як правило, виступав чотовий пропагандист Володимир Батинчук — "Аркадій". У такий спосіб вояки УПА зокрема пройшли Станимирський ліс Глинянського району. Сотня УПА «Дружинники», ще рік після того діяла на території Воєнної округи 2 «Буг», провівши за цей період не один десяток боїв.  
Також внаслідок агітації з боку українських націоналістів у районі спротерігається масове ухиляння молоді від призову в армію. Про це йдеться у доповідній записці Упровноваженого державної планової комісії Ради міністрів СРСР у Львівській області на  ім’я секретаря Львівського обкому КП(б)У та облвиконкому. Також незадовільно йшов призов молоді у школи фабрично-заводського навчання Донбасу і Львівської області. З метою прискорення мобілізації застосовувалися методи голого адміністрування з викликом призовників через військкомати, залученням органів міліції і організацією облав (Глинянський та інші райони). Повідомлялося, що призовники переховувалися у своїх та сусідніх селах і районах, а також у Львові. Частина з них, щоб уникнути мобілізації, йшла працювати на підприємства Львова й області.

## Дисидентський рух
Глинянський район став одним із центрів зародження в Україні дисидентського руху. Саме тут у середині 1959 року розпочав адвокатську практику Левко Лук'яненко – у місто Глиняни він приїхав для того, щоб мати більше часу для створення підпільної Української робітничо-селянської спілки (УРСС). У місті він знайшов однодумців І. Кандибу та А. Любовича. 21 січня 1961 року його було заарештовано.